# Regne d'Agbor
Agbor és un estat tradicional del Delta del Níger a Nigèria. La capital és la ciutat d'Agbor a l'estat del Delta, Nigèria. El indígenes de Agbor són d'ascendència ika, un grup parlant igbo amb alguna influència Bini. El regne d'Agbor fou tributari del Regne de Nri i podria haver estat fundat per emigrants d'aquest regne; els títols Nze na Ozo existeixen als dos regnes així com altres connexions culturals amb els nri. La gent d'Agbor tradicionalment ha viscut dels cultius i la pesca de subsistència i del comerç. La seva història és dominada pels molts guerrers que ha produït. Agbor va ser també tributària de l'Imperi de Benín abans de la conquesta britànica, tot i que la idea d'Agbor com a dependència de Benín és discutida.
Segons Egwabor Iduwe, la tradició oral diu que “Ogele era el patriarca dels primers habitants natius de la terra d'Agbor.” Iduwe esmenta a “Ika era Ogele" muller i primera senyora de la terra a qui es deu el dialecte local; els seus quatre fills van ser anomenats Eke, Orie, Afo i Nkwo, tradicionalment immortalizats com els noms dels quatre dies de mercat en la setmana de quatre dies dels nadius.”
Es creu que pertanyen a l'ètnia igbo perquè les dues llengües i les costums són molt similars.
Entre els avantpassats hi havia un home de nom Nze que es diu que fundar el lloc d'Imeobi que va anomenar “Agbor” que significa una ciutadella familiar”
El governant tradicional d'Agbor és conegut com a Eze o Obi. L'actual Obi d'Agbor és Benjamin Ikechuku Keagborekuzi I (que va pujar al tron amb 28 mesos el 1977 a la mort del seu pare Dein Ikechukwu després de regnat 11 anys) el qual porta el títol de Dei, el nom de la seva casa governant, en comptes del d'Obi. Dei és una paraula igbo tradicionalment utilitzada per adreçar-se als homes més vells com a senyal de respecte. Dei és la variant dialectal de "De" i "Deede" utilitzada en altre àrees igbo. A Agbor i en moltes altres comunistats igbo, la paraula "Dei" va evolucionar per esdevenir un títol reverencial per l'home més vell de la comunitat, i per implicació, un títol que significa el dirigent de la comunitat. Dins de moltes àrees del país Igbo, "Umude" o "Umudei" significa el llinatge que produeix el rei, o sigui els descendents del rei. Umudei és el mateix que Umueze, Umuezeala, i Umuezeora. El actual Dei va agafar una esposa blanca provocant l'hostilitat de la gent, que s'hi oposava.
En altres relats de vells igbos, el títol "Dei" és un títol Ozo (el grup social principal dels igbos) que és una variant dialectal de "Dim". En altres paraules, "Dei" i "Dim" és el mateix títol, on el primer és prevalent a Agbor i en els dialectes del país Igbo Occidental, i el segon és prevalent a les àrees centrals dels igbos. "Nwadei" i "Nwadim" són cognoms igbos amb el mateix significat. Igualment, "Umudei" i "Umudim" són noms populars de poblacions igbos, i tots dos són variants dialectals del mateix significat.

## Història
La història del regne d'Agbor com la d'altres antics regnes africans, es basa en la tradició oral. Diversos relats orals sobre l'origen de les gent existeixen, però la més creïble és que "Ogungbe" i els seus seguidors que van fundar Agbor procedien de Benín i es van assentar a "Ominije" que actualment es troba en l'actual Agbor-Nta. Seguint el que podria ser millor descrit com una crisi personal entre dos prínceps de Benín i la posterior resolució d'aquesta diferència segons l'acordat pels caps i la gent gran de Benín, un dels prínceps es va establir en el que es coneix com a "Agbon". Agbon igual que altres pobles i comunitats anioma va ser posteriorment deformat a Agbor pels anglesos que el van trobar difícil de pronunciar. Així "Agbor" és el nom actual de la ciutat. Diversos esdeveniments van ocórrer conduint a la fundació de la ciutat d'Agbor. Agbon (Agbor) en beni significa "Terra" o "Territori". Altres ciutats dels anioma van ser deformades pels anglesos; Igbuzo va esdevenir "Ibusa," Ahabà va passar a ser "Asaba", Ogwanshi-Ukwu va esdevenir "Ogwashi-Uku", Isei-Ukwu es va convertir en "Issele-Uku", Isei-Mkpitime en "Issele-Mkpitime", Okpam en "Okpanam" i Umuede en "Umunede". En alguns casos el nom va seguir sent el mateix, però l'ortografia va canviar com en el cas d'Onicha, que va esdevenir Onitsha (a l'estat d'Anambra), una altra ciutat anioma.
En un relat diferent el príncep Cheime, sortit de Benín, és a qui s'atribueix la fundació de la majoria de les comunitats anioma. Registres històrics expliquen que Cheime va sortir de Benín amb els seus seguidors i va viatjar cap a l'est cap al riu Níger, fundant Onitsha, on finalment es va establir; alguns des seus seguidors, esgotats, van fundar alguns dels pobles anioma, incloent els actuals Onicha-Uku, Onicha-Ugbo, Onicha-Olona, Onicha-Ukwu, Issele-Uku, Idumuje-Unoh, Idumuje-Ugboko i molts més. Dein Cheima hauria regnat 37 anys (1270 a 1307).
En la moderna Onitsha, a l'estat d'Anambra, el seu lloc final d'assentament, Cheime va tenir una filla anomenada Owuwu, que segons la història oral va haver d'abandonar Onitsha per temor a perdre la seva vida després que el seu pare va perdre nou dels seus fills en aquesta mateixa ciutat a causa de la bruixeria. Owuwu estava va retornar a un punt situat entre Agbor Osarra i Agbor. El nom "Owuwu", que ara és un barri d'Agbor és un testimoni històric d'aquesta llegenda. L'argument en certs sectors que les persones d'Agbor porten noms igbo i en certa manera assimilen el llenguatge i vocabularis igbos és discutit, ja que no se sap perquè la gent hauria de parlar igbo en llocs fundats per un príncep de Benín. Dein Owuwu fou reconeguda com a rei i va governar 26 anys (1307 a 1333).
Els registres disponibles mostren que el govern colonial britànic va encoratjar a missioners cristians de la terra igbo que ensenyaven al poble ika utilitzant la Bíblia en igbo, himnes i cançons igbos. Es buscava una homogeneïtat en la creació de províncies i regions a Nigèria com en altres llocs. Onitsha va sorgir com un centre comercial dels anioma però després els aniomes van perdre les guerres Ekwumekwu, la ciutat va esdevenir província separada com és ara.